# Camarona caeruleonigra
Camarona caeruleonigra là một loài ruồi trong họ Tachinidae.